# Braaker Basis

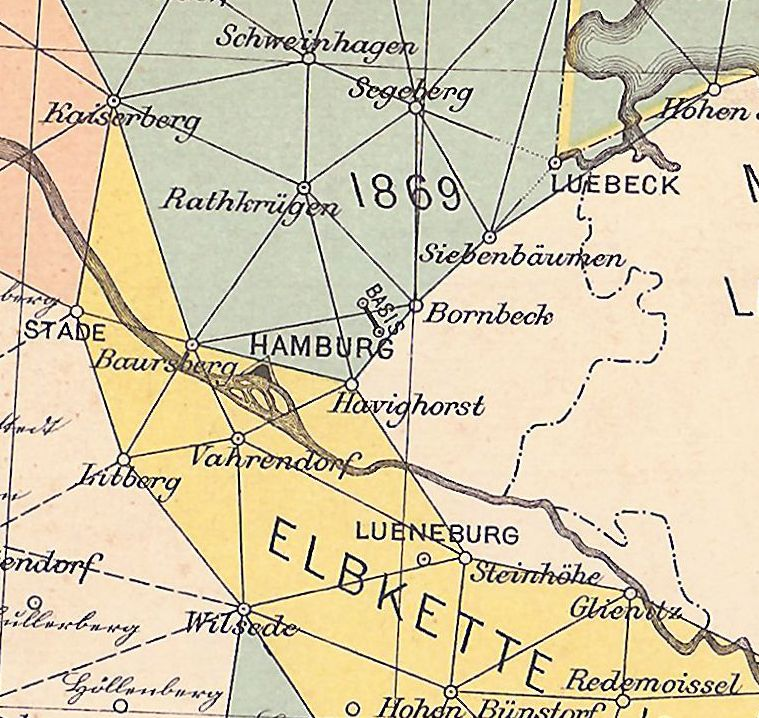
Referenz (BASIS) in den Hauptdreiecken der Königlich Preußische Landes-Triangulation (1895)

Die Braaker Basis war die Basislinie für die Landesvermessung des Herzogtums Holstein, des Dänischen Gesamtstaates, der Stadt Hamburg und des Königreichs Hannover (Gaußsche Landesaufnahme). Ihre Längenmessung fand 1820/21 von Heinrich Christian Schumacher zwischen den beiden Trigonometrischen Punkten bei Braak in der Gemarkung der heutigen Gemeinde Brunsbek im Ortsteil Langelohe und Ahrensburg statt. Nach der Reduktion von Christian August Friedrich Peters 1853 wurde die Länge mit 3.014,45115 Toisen (5.875,2747 Meter) bestimmt.

## Lage
Für die dänische Vermessung wurde eine Strecke in einem ebenen Gebiet ausgesucht:
- Die Basis Nord ⊙ liegt auf 51,2 Meter über Normalnull heute am Übergang zwischen der Ahrensburger Lage 'Brauner Hirsch' und dem Stellmoorer Tunneltal auf Privatgrund.
- Die Basis Süd ⊙ befindet sich auf 68,0 Meter über Normalnull zwischen den Dörfern Braak und Langelohe auf einem Acker.

Die Beobachtung der Punkte von der Hamburger Michaeliskirche und der später abgebrannten Friedenskirche in Siek ergab die erste größere Dreiecksseite für die dänische und hannoversche Triangulation.
Die Punkte sind noch erhalten, aber schwer zugänglich. Die ehemals freie Ebene ist heute durch die Ortschaft Braak, die Bundesautobahn 1, das Gewerbegebiet Stapelfeld/Braak und das Wohngebiet am Südende Ahrensburgs verbaut.

## Zusammenarbeit

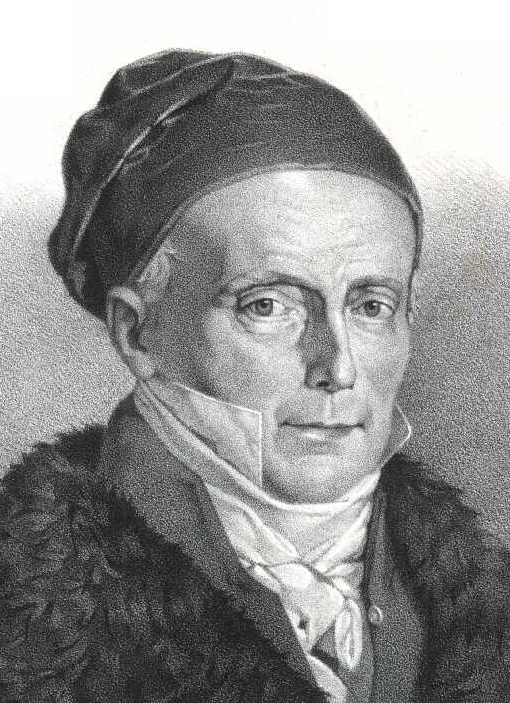
Heinrich Christian Schumacher

Heinrich Christian Schumacher hatte eine gute Beziehung zum dänischen König Friedrich VI., die es ihm ermöglichte, im damals dänischen Altona bei Hamburg die Sternwarte aufzubauen. Sein Lehrer in Göttingen war Carl Friedrich Gauß. So initiierte Schumacher die Bitte des Dänischen Königs an den Hannoverschen, Gauß an der Vermessung der Basislinie teilnehmen zu lassen. Hierbei stimmten sich beide vor Ort vom 12. September bis zum 25. Oktober 1820 ab, um die Vermessungen beider Königreiche an der Elbe zu verbinden. Gauß konnte damit auf eine eigene Längenmessung verzichten.
Schumacher und Gauß standen auch im engen Kontakt mit Johann Georg Repsold. Für die Vermessung der Basis verwendete Schumacher einen Basismessapparat seines Freundes Repsold. Auch bei der Bestimmung des Altonaer Meridians und des Meridiankreises der Sternwarte Göttingen (Abstand 7,5 Toisen oder 14,618 Meter) leistete Repsold wichtige Beträge in Form seiner hervorragenden Instrumente und Verbesserungen bestehender Apparaturen.